# الدوري الألماني لكرة السلة
الدوري الألماني لكرة السلة (بالإنجليزية: Basketball Bundesliga)‏ هو دوري كرة السلة الأعلى للمحترفين في ألمانيا يلعب فيه 18 فريقاً. وجميع فرقه تشارك في المنافسة على كأس ألمانيا لكرة السلة.

## وصلات خارجية
- الموقع الإلكتروني